# 今川靜也
今川 靜也（いまがわ せいや、1月19日- ）は、同人音楽サークル「LOOPCUBE」の代表。作曲家、写真家。
本名は折田 靜也。過去に「Seiya」と表記していた時代があるが、近年は「今川靜也」という表記で統一している。「今川静也」と表記される場合があるが、旧字の靜が正しい。主に1990年代のテクノサウンドやクラブミュージックの影響を強く受けており、基本的には打ち込みによる音楽制作のスタイルである。美少女ゲームやテレビアニメ向けに楽曲を提供する音楽サークル「LOOPCUBE」の代表として、同サークルの楽曲制作を担当している。近年は写真家としても活躍している。

## 主な作曲作品
- はちみつだいすき（歌：のみこ）
- 寂しさスイッチ（歌：のみこ）
- びんちょう音頭（歌：門脇舞）
- バルドバレット イクリブリアム（BGMの作曲・編曲）
- Hi☆Jump!（歌：fooca、結城京華）
- こすりん　～こすってわたしとカーリング～（歌：こすりん第三期日本チーム選抜メンバー、みなも）
- Cafe AQUA（背景音楽作曲・編曲）
- 月は東に日は西に 〜Operation Sanctuary〜（ドリームキャスト版、PlayStation 2版、PC版のBGM）

### 主な編曲作品
- アーリーデイズ（歌：のみこ）
- 電子体少女と草原の狼 remix（PlayStation 2：BALDR FORCE EXE）